# Miodrag Anđelković
Miodrag Anđelković (serbisch-kyrillisch Миодраг Анђелковић; * 7. Februar 1977 in Mitrovica) ist ein ehemaliger serbischer Fußballspieler.

## Karriere
Anđelković begann seine Profilaufbahn 1995 bei OFK Belgrad. Von 1997 bis 1998 war er außerdem noch bei den Vereinen Espanyol Barcelona (Spanien), UD Almería (Spanien), SpVgg Greuther Fürth (Deutschland) und Hapoel Petach Tikwa (Israel) unter Vertrag. 1999 kehrte er zu OFK Belgrad zurück. Für Belgrad bestritt er 27 Erstligaspiele und schoss dabei 11 Tore. 2000 wechselte er zu FK Smederevo. Für Smederevo bestritt er 10 Erstligaspiele und schoss dabei sieben Tore. Danach spielte er bei Antalyaspor, Fluminense FC, Widzew Łódź, Incheon United, Metalurh Saporischschja und Dalian Shide. 2011 beendete er seine Karriere als Fußballspieler.